# L.A. Raeven
L.A. Raeven, Liesbeth en Angelique Raeven (Heerlen, 1971), zijn tweelingzussen en kunstenaar, bekend om hun installaties, performances, video's en tekeningen. Ze studeerden aan de Jan van Eyck Academie in Maastricht (1999).

## Leven
De tweelingzussen L.A Raeven bevragen de autonomie en maakbaarheid van het eigen lichaam. Ze hebben hun broodmagere lichamen gebruikt als statement in hun performances en leveren daarmee commentaar op het slankheidsideaal en de hedendaagse obsessie met eten. Hun anorexiaverleden vormt een belangrijk thema in hun werk.
Een voorbeeld van werken waarin deze thema’s naar boven komen is Wild Zone 1 (2001) en Wild Zone 2 (2002). De werken vormen samen een tweeluik waarin twee eeneiige tweelingen te zien zijn (L.A. Raeven en twee jongens). Beide paren volgen de regels die zijn opgemaakt door L.A. Raeven. Volgens kunstcriticus Barry Schwabsky hebben de werken Wild Zone 1 en Wild Zone 2 van L.A. Raeven iets weg van de living sculptures van Gilbert en George door de manier waarop zij zichzelf in de schijnwerpers zetten. In het werk doet L..A. Raeven daarnaast iets opmerkelijks, Barry Schwabsky zegt hierover (vrij vertaald): 
"Vaak is het saai om in een galerie naar kunst te kijken, maar ik kan me niet herinneren ooit saai gevonden te worden door een kunstwerk. Dit was de mogelijk bedenkelijke prestatie van L.A Raeven, een kunstenaarsduo uit Amsterdam die in hun tweeling-zijn de perfecte metafoor het mechanisme hebben gevonden voor het modernistische ideaal van zelfreferentie: een gesloten communicatief circuit waarbij geen kijker aangesproken wordt." In 2002 werd de Charlotte Köhler Prijs voor beeldende kunst aan hen toegekend. 
In 2010 werd het boek Analyse/Research Paris by L.A. Raeven uitgebracht, over tien jaar L.A. Raeven, tijdens een solo-expositie in het Museum voor Moderne Kunst Arnhem. L.A. Raeven heeft samengewerkt met onder anderen Jean Paul Gaultier, Philip-Lorca diCorcia en Nan Goldin en woont en werkt in Amsterdam.

## Kunstwerken (selectie)
L.A. Raeven heeft installaties, performances, video’s en tekeningen gemaakt. Hieronder een selectie van hun werk:
- Mindless Living Trance (2010). Enkelkanaal video, 20 min, met kamer en loungestoel. Locatie: Amsterdam.
- A Dream (2010). Enkelkanaal video-installatie, 10-min. loop. Locatie: Amsterdam.
- The Height of Vanity (2008) 8-kanaals video-installatie, geluid, 3- tot 6-min. loops, ingelijste case reports en e-mail conversaties, uitrekmachine. Locatie performance: Peking.
- No Whites (2007). Enkelkanaal videoprojectie, 40 min. Locatie performance: Kaapstad, februari 2007.
- Kelly (2006). Enkelkanaal video-installatie, kleur, geluid, geurmachine, 42 min. Locatie performance: New York, 2006.
- Love Knows Many Faces (2005). Enkelkanaal video, 6 min. loop. Locatie performance: Ankeveense plassen vlak bij Nederhorst den Berg, september 2004 (opgenomen zonder publiek).
- Nature's Choice (2002). Video-installatie (dubbele projectie), 31 min. Locatie performance: balletacademie Boedapest, 2002.
- White Love (2001). Enkelkanaal videoprojectie, 124 min. Locatie performance: Büro Friedrich, Berlijn, oktober 2001, tentoonstelling 4FREE, duur: 4 uur (opgenomen met publiek).
- Wild Zone 1 en Wild Zone 2 (2001/2002). Video-installatie (dubbele projectie), 12 min. loop, met wijnglazen, aroma en gehavend ondergoed. Locatie performance Wild Zone 1: Witte de With Centrum voor Hedendaagse Kunst, Rotterdam (opgenomen zonder publiek). Wild Zone 2: Institute for Contemporary Art (ICA), Londen (opgenomen zonder publiek).
- Test Room (2000). 3 gesynchroniseerde video’s op monitors, 120 min. Locatie performance: Marres Huis voor Hedendaagse Cultuur, Maastricht 2000 (opgenomen met publiek).
- Ideal Individual (1999-2001).Video-installatie: twee videoprojecties, een video op monitor, 12 min. Locatie performance: The Henry Moore Foundation, Leeds (1999), tijdens A Christmas Pudding for Henry, een project van Jeanne van Heeswijk (casting met case reports/brieven, niet opgenomen); Charim Gallery, Wenen (2001), twee uur durende casting en opname (met publiek, opgenomen op film); Charim Gallery, Wenen (2001), twee uur durende opening performance (met publiek, niet opgenomen).

## Tentoonstellingen (selectie)
Het kunstenaarsduo heeft meerdere tentoonstellingen gehad in musea voor hedendaagse kunst:
- Hollandse Meesters, GEM Den Haag (2013)
- Solo Expositie Kunstraum Lakeside, Klagenfurt, Oostenrijk (2013)
- Sweet & Salt, Kunsthal Rotterdam (2013)
- White Cube Fever, Valéry Proust Museum Mu.ZEE, Oostende, België (2011)
- Solo show Ideal Individuals, MMK Arnhem (2010), Museum voor Hedendaagse Kunst, Belgrado, Servië (2011), Forum d´Art Contemporain/Casino Luxemburg (2012)
- Bosnië-Herzegovina: ARS AEVI - Museum Hedendaagse Kunst in Sarajevo
- Frankrijk: Fonds régional d'art contemporain, FRAC, Duinkerke
- Hongarije: Ludwig Museum Boedapest
- Nederland: MMKA, Arnhem en Fries Museum, Leeuwarden
- Oostenrijk: Museum in progress, Wenen